# Salvador Monzó
Salvador Monzó Cros (Valencia, 20 agosto 1921 – 24 febbraio 1985) è stato un calciatore spagnolo di ruolo difensore.

## Palmarès

### Club

#### Competizioni nazionali
- Primera División spagnola: 2

Valencia: 1943-1944, 1946-1947
- Coppa di Spagna: 1

Valencia: 1948-1949, 1954
- Coppa Eva Duarte: 1

Valencia: 1950